# Phoniscus
Phoniscus (Miller, 1905) è un genere di chirotteri della famiglia dei Vespertilionidi.

## Etimologia
Il termine generico deriva dalla parola greca Φόνισσας, ovvero assassino, con allusione alle dimensioni e all'aspetto dei canini.

## Descrizione

### Dimensioni
Al genere Phoniscus appartengono pipistrelli di piccole dimensioni, con lunghezza dell'avambraccio tra 31 e 42 mm e un peso fino a 11 g.

### Caratteristiche craniche e dentarie
Il cranio è simile a quello del genere Kerivoula, ma con un processo inter-orbitale non compresso. Gli incisivi superiori sono relativamente corti, mentre i canini sono lunghi ed hanno un caratteristico solco longitudinale. I premolari sono massicci.
Sono caratterizzati dalla seguente formula dentaria:

### Aspetto
La pelliccia è lunga e lanosa, con i singoli peli quadricolori. Il muso è corto, con gli occhi piccoli e nascosti nella peluria. Le orecchie sono larghe e a forma di imbuto. Il trago è lungo, sottile, bianco all'estremità, e con un incavo profondo alla base del margine posteriore. I margini dell'incavo sono quasi paralleli, con l'apice arrotondatoe si estende per circa un terzo dell'ampiezza del trago stesso. La lunga coda è inclusa completamente nell'ampio uropatagio.

## Distribuzione
Il genere è diffuso nell'Ecozona orientale, nelle Filippine e in Nuova Guinea.

## Tassonomia
Il genere comprende 4 specie.
- Phoniscus aerosa
- Phoniscus atrox
- Phoniscus jagorii
- Phoniscus papuensis